# Tantoo Cardinal

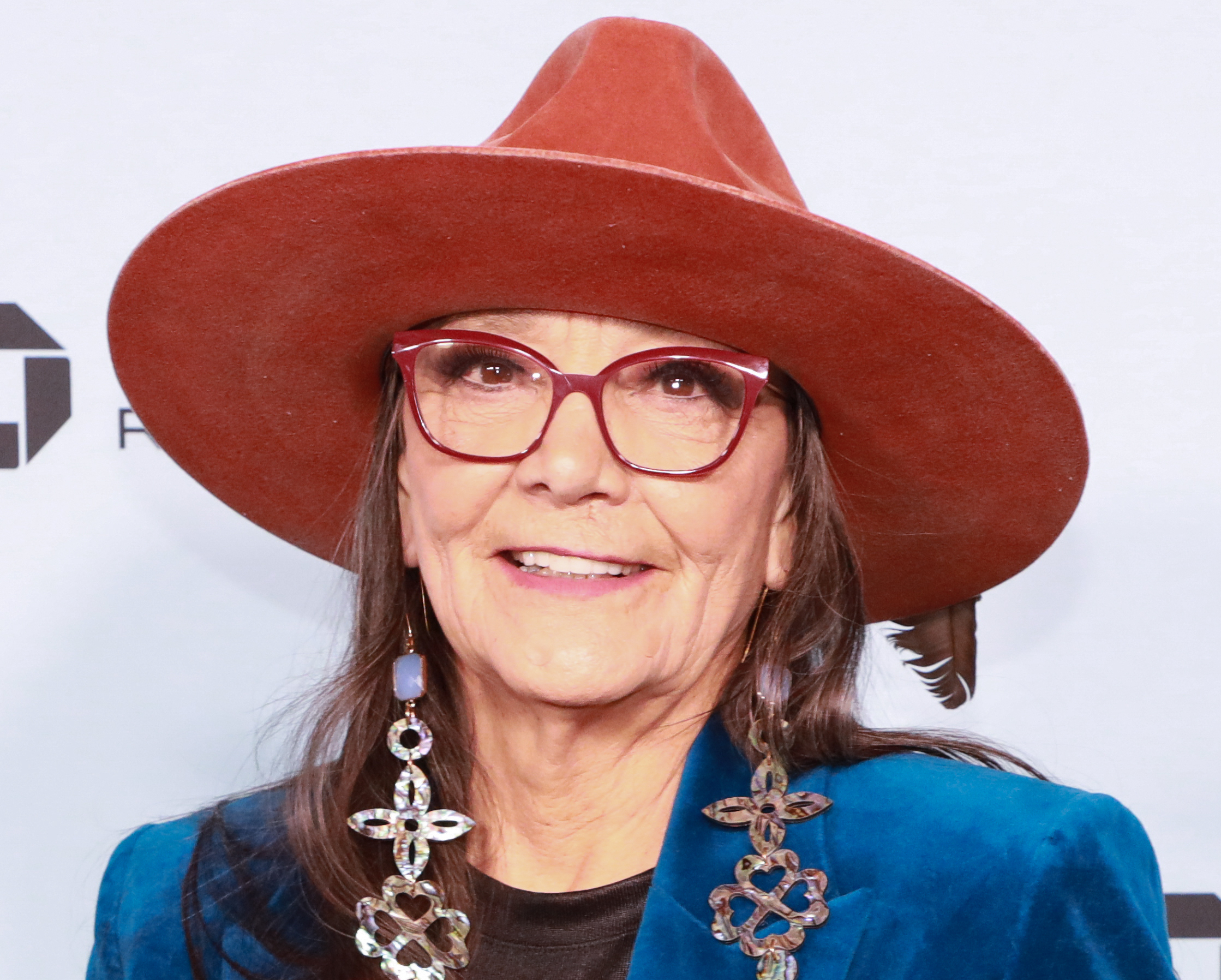
Tantoo (2025)

Rose Marie „Tantoo“ Cardinal (* 20. Juli 1950 in Fort McMurray, Alberta) ist eine kanadische Schauspielerin (Cree, Métis).

## Leben
Cardinal wuchs bei ihrer Großmutter in Anzac, Alberta auf und begann ihre Schauspielkarriere in der lokalen Theaterszene. Aufmerksamkeit erregte sie 1986 mit ihrer schauspielerischen Leistung in Abgründe von Anne Wheeler, für die sie für einen Genie Award als beste Hauptdarstellerin nominiert wurde.
Es folgten Auftritte in Filmen wie Der mit dem Wolf tanzt, Black Robe – Am Fluß der Irokesen und Legenden der Leidenschaft. Nebenbei spielte sie oft in Fernsehserien Nebenrollen. Ihre Gastauftritte in der populären kanadischen Serie North of 60 brachten ihr drei Nominierungen für den Gemini Award ein, den sie 1996 auch gewinnen konnte. Für ihre Rolle im Fernsehdrama Irrfahrten des Herzens (2000) erhielt sie 2001 den First Americans in the Arts Award.
Im Jahr 1993 erhielt Cardinal die Ehrendoktorwürde der University of Rochester. Sie war von 1988 bis 2000 mit dem Schauspieler John Lawlor verheiratet. Aus dieser Ehe ging ein Kind hervor.
2018 wurde sie in die Academy of Motion Picture Arts and Sciences aufgenommen, die jährlich die Oscars vergibt.

## Filmografie
- 1986: Abgründe (Loyalties)
- 1987: Rauchende Colts: Auf Leben und Tod (Gunsmoke: Return to Dodge, Fernsehfilm)
- 1988: Die jungen Krieger (War Party)
- 1990: Der mit dem Wolf tanzt (Dances with Wolves)
- 1991: Black Robe – Am Fluß der Irokesen (Black Robe)
- 1992: Der lange Weg des Lukas B. (Miniserie)
- 1993: Dr. Quinn – Ärztin aus Leidenschaft (Dr. Quinn, Medicine Woman)
- 1994: Legenden der Leidenschaft (Legends of the Fall)
- 1994: Schweigende Zunge – Die Rache der Geister (Silent Tongue)
- 1997: Indianersommer – Die Abenteuer des kleinen Indianerjungen Little Tree (Education of Little Tree)
- 1998: Smoke Signals
- 2000: Irrfahrten des Herzens (Navigating the Heart)
- 2000: Rebecca – Eine Frau auf der Suche nach sich selbst (The lost Child)
- 2008: American Evil
- 2009: Dear Prudence
- 2010: Shattered (Fernsehserie, 2 Folgen)
- 2012: Eden
- 2013: Maïna – Das Wolfsmädchen (Maïna)
- 2016: Frontier
- 2016: ARQ
- 2017: Godless (Fernsehmehrteiler)
- 2017: Wind River
- 2018: Westworld (Fernsehserie)
- 2018: Wolfsnächte (Hold the Dark)
- 2018: Outlander (Staffel 4)
- 2018: The Grizzlies
- 2018: Falls around her
- 2018: Cardinal (Fernsehserie, 2 Folgen)
- 2019: Stumptown (Fernsehserie)
- 2022: Wendell & Wild (Sprechrolle)
- 2023: Killers of the Flower Moon
- 2024: Echo (Fernsehserie)